# Phaeotrema fuscescens
Phaeotrema fuscescens är en svampart som först beskrevs av August von Krempelhuber och som fick sitt nu gällande namn av Alexander Zahlbruckner 1923. 
Phaeotrema fuscescens ingår i släktet Phaeotrema, klassen Dothideomycetes, divisionen sporsäcksvampar och riket svampar. Inga underarter finns listade i Catalogue of Life.